# Возофф, Лоррин
Лорри́н Возо́фф (англ. Lorinne Vozoff; 18 сентября 1932, Лос-Анджелес, Калифорния, США) — американская актриса

.

## Биография
Лоринн Возофф родилась 18 сентября 1932 года в Лос-Анджелесе (штат Калифорния, США).
Лоррин дебютировала в кино в 1975 году, сыграв роль Долорес в эпизоде «Деяния отчаявшихся мужчин» (англ. Acts of Desperate Men) (сезон 2, серия 17) криминальной драмы «Коджак». В 1990-х годах она часто указывалась в титрах, как Лоррин Диллс-Возофф. Всего, по состоянию на 2017 год, она сыграла в 56-ти фильмах и телесериалах, в том числе в драматическом сериале «Клиент всегда мёртв» (2001, роль Джессики Уилкокс в эпизоде «Комната» / The Room; сезон 1, серия 6) и хоррор-триллере «Американская история ужасов: Психбольница» (2013, роль владелицы книжного магазина в эпизоде «Континуум» / Continuum; сезон 2, серия 12).

## Личная жизнь
С 1953 по 1954 год была замужем за Джоном Уильямом Мюррейем. В 1955 году вышла замуж за Жерома Вальтера Возоффа. У них есть дочь.

## Избранная фильмография
| Год       |    | Русское название                          | Оригинальное название          | Роль                                     |
| --------- | -- | ----------------------------------------- | ------------------------------ | ---------------------------------------- |
| 1981      | с  | Маленький домик в прериях                 | Little House on the Prairie    | медсестра                                |
| 1982      | с  | Кегни и Лейси                             | Cagney & Lacey                 | имя персонажа неизвестно                 |
| 1983      | с  | Рыцарь дорог                              | Knight Rider                   | Эллен Салливан                           |
| 1984      | с  | Блюз Хилл-стрит                           | Hill Street Blues              | Милли Хидлок                             |
| 1986—1992 | с  | Закон Лос-Анджелеса                       | L.A. Law                       | Маргарет Финнеман / Судья Роберта Харбин |
| 1989      | с  | Тридцать-с-чем-то                         | Thirtysomething                | Айви Данбар                              |
| 1990      | с  | Мэтлок                                    | Matlock                        | Бетти Коул                               |
| 1991      | с  | Чайна-Бич                                 | China Beach                    | Норма                                    |
| 1992      | ф  | Свет во тьме                              | Shining Through                | специалист отдела кадров                 |
| 1992      | с  | Беверли-Хиллз, 90210                      | Beverly Hills, 90210           | психиатр                                 |
| 1992      | с  | Застава фехтовальщиков                    | Picket Fences                  | Миссис Паркер                            |
| 1992      | с  | Квантовый скачок                          | Quantum Leap                   | Мэри Уолтерс                             |
| 1993      | ф  | Джек-Медведь                              | Jack the Bear                  | Миссис Митчелл                           |
| 1993      | ф  | Сердце и души                             | Heart and Souls                | мама Энн                                 |
| 1994      | с  | Мятежное шоссе                            | Rebel Highway                  | Миссис Биллингс                          |
| 1994      | тф | Признание студентки                       | Confessions of a Sorority Girl | Миссис Биллингс                          |
| 1994      | с  | Скорая помощь                             | ER                             | Маргерит                                 |
| 1994—1996 | с  | Нас пятеро                                | Party of Five                  | Директор Стикли                          |
| 1996      | с  | Мелроуз-Плейс                             | Melrose Place                  | Судья                                    |
| 1997—2004 | с  | Полиция Нью-Йорка                         | NYPD Blue                      | Сильвия Кокс / Шэрон Клифтон             |
| 2001      | с  | Звёздный путь: Вояджер                    | Star Trek: Voyager             | Айрин Хэнсен                             |
| 2001      | с  | Клиент всегда мёртв                       | Six Feet Under                 | Джессика Уилкокс                         |
| 2012      | с  | Менталист                                 | The Mentalist                  | бабушка Эрни                             |
| 2013      | с  | Американская история ужасов: Психбольница | American Horror Story: Asylum  | владелица магазина подержанных книг      |